# 오산천
오산천(烏山川)은 경기도 화성시 영천동과 오산시를 거쳐 평택시 서탄면 적봉리에서 진위천에 합류하는 하천이다. 상류에는 용인시 기흥구에서 시작되는 신갈천과 소하천 등이 있고 평택시에서  진위천으로 황구지천과 합해진다. 황구지천은 경기도 의왕시·수원시·화성시·오산시·평택시 등을 흐르는 하천으로 한강 권역의 안성천(安城川) 수계에 속하며, 안성천의 제2지류이다. 전체 길이는 약 22km이며 그중 약 15km가 국가하천으로 지정되어 있다. 2016년 9월 12일부터 국가하천이 아닌 상류가 신갈천으로 개칭되었다.

## 발원지
경기도 남부 오산시의 중심부를 통과하는 관계로 '오산천'이라 붙여졌다.

## 전해지는 기록
경기도 용인시의 동북쪽에 있는 법화산 북쪽 모현읍 오산리에서 발원하는 오산천(吳山川)과 이름이 비슷하지만 용인시 기흥구 동백동에 있는 석성산에서 발원하여 수원시의 신갈저수지에서 화성시와 오산시를 거쳐 평택시의 진위면에서 진위천에 합류하는 하천이다. 상류에는 용인시 구성읍에서 시작되는 신갈천과 기흥읍에서 시작되는 소하천 등이 있다. 또한 신갈저수지에서 진위천으로 유입되기까지 동탄의 신리천 · 장지천 등 여러 소하천이 합류된다. 『신증동국여지승람』에는 구흥천(駒興川, 현재의 신갈천)과 관련하여 "보개산 남쪽에서 나와 수원부 오산 원천(院川)으로 흘러든다."는 내용이 기록되어 있다.
보개산이 석성산의 다른 이름이므로 원천은 현재의 오산천을 지칭하는 것으로 보인다. 또한 『수원부읍지』에는 오매천(烏梅川)과 관련하여 "부의 동쪽 20리에 있으며, 수원과 용인 경계에서 나와 남쪽으로 40리를 흘러 금물촌면에서 후평천(後坪川)과 합류하여 바다로 들어간다."라고 기록되어 있다. 오매천은 현재의 오산천이며 후평천은 지금의 황구지천을 지칭한다. 『1872년지방지도』 『수원부』 편에는 오매천의 발원지점을 신갈저수지 서쪽에 있는 청명산(淸明山)으로 표시하고 있다. 그러나 『1872년지방지도』 「진위군」 편에는 불천(佛川)으로 표시되어 있는데 시대에 따라, 지역에 따라 원천 · 오매천 · 불천 등으로 불렸던 이곳 지역의 중심 하천이다.

## 경유지
동탄신도시 동부를 남북으로 종관 - 영천 교차로 근처(화성시 석우동, 지방도 제311호선, 치동천 합류, 국가하천 구간 시작) - 신리천 합류 - 장지천 합류 - 경부선 오산철교 앞(궐리천 합류) - 오산역 서쪽 - 탑동대교(가장천 합류) - 진위천에 흘러들어감(오산천 합류점부터 진위천의 국가하천 구간 시작)

## 같이 보기
- 황구지천
- 안성천
- 신갈천

## 참고 문헌
- 하천복원 사례집, 하천복원연구회 저, 청문각(2006년)